# Баптистская конвенция Зимбабве
Баптистская конвенция Зимбабве (англ. Baptist Convention of Zimbabwe) — баптистская христианская конфессия в Зимбабве. Организация связана со Всемирным союзом баптистов и Евангелическим братством Зимбабве (англ. Evangelical Fellowship of Zimbabwe). Штаб-квартира находится в Гверу.

## История
Баптистская конвенция Зимбабве берет свое начало в американской миссии Международного миссионерского совета в 1950 году, когда совет начал конфессиональную работу в Южной Родезии.

### Первые миссионеры
Совет назначил Клайда Дотсона и его жену Хэтти Дотсон, которые уже служили в стране в качестве независимых миссионеров, первыми миссионерскими представителями совета в Южной Родезии. В 1951 году Дотсон призвал направить больше миссионеров и ресурсов для поддержки миссионерской работы среди местного населения в Родезии. Он упомянул, что существует всего четыре баптистские церкви, ориентированные в основном на белых.

#### Расширение
Работы по благоустройству церквей начались в поселках Римука и Нгези соответственно. В 1952 году в Саньяти, где Дотсон вел переговоры с правительством Родезии о предоставлении ему земли, открылась школа. На новой территории вырыли бассейн для крещения, залили его цементом, и в нём Дотсон крестил новообращенных. Совет направил еще одну супружескую пару миссионеров — Ральфа и Бетти Боулин (Ralph Bawlin, Betty Bawlin), которые служили в начальной школе, а Дотсон начал путешествовать по городам Зимбабве и основывать церкви. Первыми построенными церквями были баптистская церковь Сакубва (Мутаре), баптистская церковь Хараре (Хараре), баптистская церковь Мономотапа (Гверу) и построенная в 1956 году баптистская церковь Саньяти (Саньяти).

#### Создание больниц
Жители деревень продолжали просить Дотсонов прислать им лекарства. В ответ на просьбы супруги Дотсон решили открыть клинику на станции Саньяти-Миссионер. Другие клиники были открыты в районе Гокве, в том числе клиники в Ганьюнгу, Мутанге, Чиниенету, Маньони, Сасаме, Масакадзе, Чирея, Денде, Горедеме и Неньюнге. Дотсоны лично набирали персонал клиник. Больница Саньяти Баптист (англ. Sanyati Baptist Hospital) была официально открыта в 1953 году. Её сотрудниками стали доктора Джайлс и Вана Энн Форт, три медсестры — Монда Мария, Бетти Боулин, Маргарет из Мхондоро, помощница медсестры Джени Кристмас с супругом и лаборантка Дороти Кац. В последующие годы был создан Родезийский миссионерский совет Южной баптистской конвенции (англ. Rhodesian Mission Board of the Southern Baptist Convention).

#### Предпосылки для конвенции
Стало традицией, что два пастора посещали ежегодные международные собрания баптистов в качестве делегатов. В 1961 году африканские пасторы начали просить о предоставлении им статуса полной делегации и права присутствовать на всех заседаниях. Это привело к напряженности между миссионерами и африканскими пасторами. Растущая напряженность привела к созданию в 1963 году Баптистской конвенции.

#### Учреждение конвенции
Баптистская конвенция Зимбабве была официально основана в 1963 году, а первым президентом стал преподобный Абель Нзирамасанга. Местные церкви-члены образуют Баптистскую конвенцию Зимбабве. Эти местные церкви также могут вступать в различные ассоциации, а различные ассоциации — в регионы. Баптистской конвенцией Зимбабве руководит исполнительный комитет, из одиннадцати членов, который отвечает за руководство делами и деятельностью съезда.

## Статистика
Согласно переписи, опубликованной ассоциацией в 2023 году, она насчитывала 500 церквей и 300 100 членов.

## Партнерские группы
В рамках конвенции действуют различные аффилированные группы, которые содействуют росту миссионерской деятельности и евангелизации. К ним относятся:
- Баптистское мужское братство (Baptist Men's Fellowship, BMF)
- Женский миссионерский союз (Women's Missionary Union, WMU)
- Баптистский приют надежды (Baptist Haven of Hope) - группа для родителей-одиночек
- Отделение баптистской молодежи для студентов (Baptist Youth Student Department, BYSD)
- Баптистское братство молодых мужчин (Baptist Young Men's Fellowship, BMF)
- Ассоциация молодых женщин (Young Women Association, WMU)
- Вспомогательная группа для девочек (Girls Auxiliary, GA, WMU)
- Королевские послы (Royal Ambassadors, RA, BMF)
- Маленькие помощники (Little Helpers, WMU)